# 丹生大橋
丹生大橋（にゅうおおはし）は、福井県三方郡美浜町の若狭湾に架かるトラス橋。
美浜発電所1号機の建設に際し、資材運搬用に関西電力が建設し、1967年（昭和42年）5月8日に渡りぞめ式が挙行された。現在は、発電所への連絡橋として使用されている。

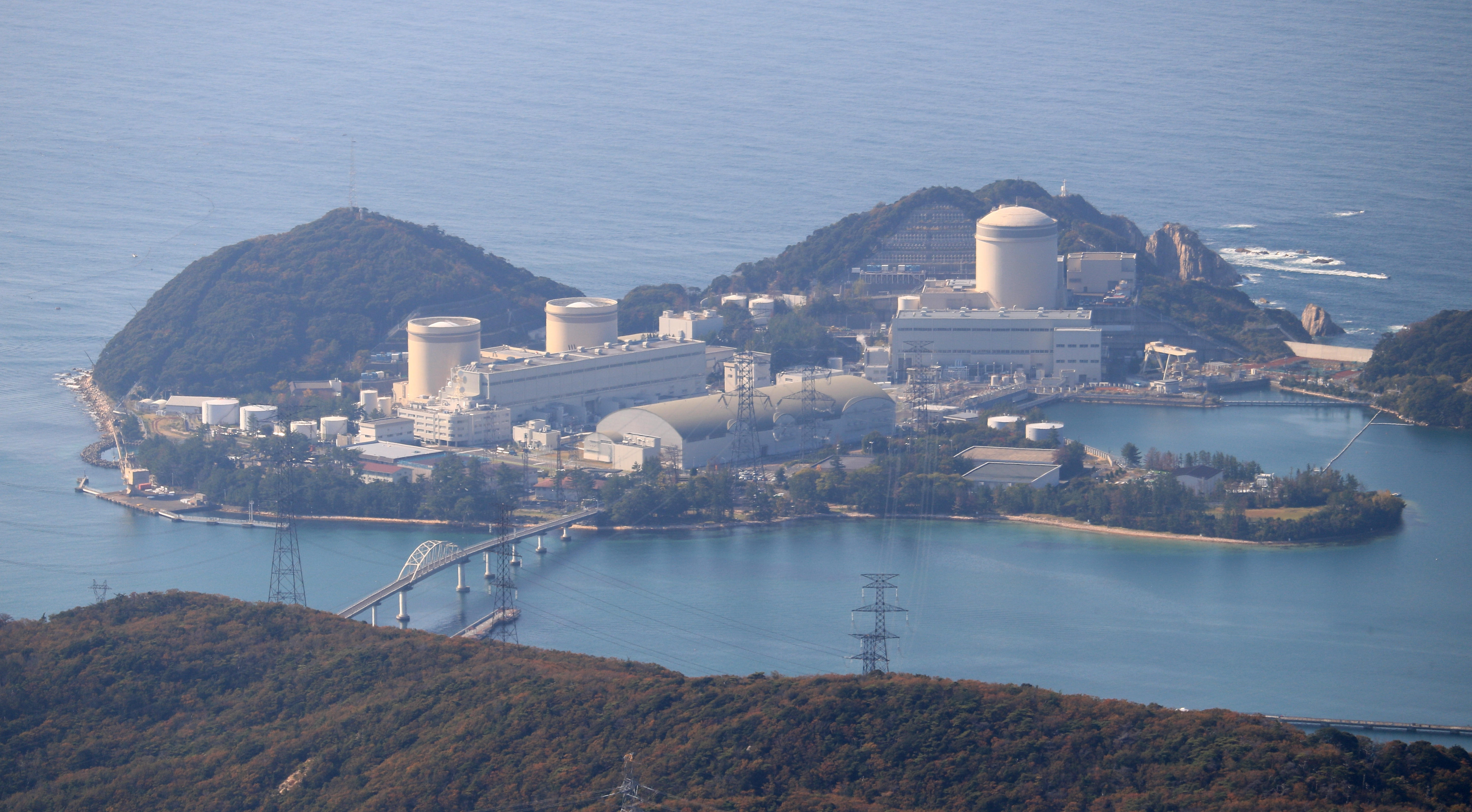
丹生大橋と美浜発電所